# Hernán Salinas
Hernán Salinas (Jorge Hernán Aguirre; * 30. November 1956 in Quitilipi, Departamento Quitilipi, Provinz Chaco; † 21. November 2003) war ein argentinischer Tangosänger.

## Leben
Salinas nahm 1975 an einem Gesangswettbewerb in der Sendung Grandes Valores del Tango beim Fernsehsender Canal 9 teil. Im Folgejahr engagierte ihn Esteban Decoral Toselli, der künstlerische Direktor von Odeon, der auf der Suche nach Nachwuchstalenten war, für das Label. Im Oktober 1976 schickte er ihn zum Festival OTI de la Canción, wo er begleitet von Carlos García die Tangos Duende callejero und Rosas de ilusión sang, die er zuvor bereits aufgenommen hatte. 1977 nahm er seine erste LP Tango Mío (ebenfalls mit Carlos García) auf. Im gleichen Jahr hatte er Auftritte in Antonio Carrizos Sendung Raíz y Canto bei Canal 7 und in Grandes Valores del Tango.
1980 entstand Salinas’ zweite LP Juventud y Personalidad mit dem Orchester Armando Pontiers. Außerdem war er in diesem Jahr auf einem Album der Banda de la Armada Argentina (bei EMI-Odeon) Sänger der Marcha Oficial del Mundial de Fútbol de 1978 (Fußball-Weltmeisterschaft 1978). Auch wurde er in diesem Jahr Mitglied im von Carlos García und Raúl Garello geleiteten Orquesta del Tango de Buenos Aires, dem er 23 Jahre lang bis zu seinem Tod 2003 angehörte.
Im Jahr 1981 nahm er mit Osvaldo Tarantino sein nächstes Album Esas cosas de mi barrio auf. Mit Osvaldo Pugliese nahm er den Tango Contame una historia auf, mit Alfredo De Angelis den Walzer Tengo mil novias. 1987 lud ihn Daniel Piazzolla zu Aufführungen der von seinem Vater Astor Piazzolla und Horacio Ferrer geschriebenen Oper María de Buenos Aires nach Frankreich ein. Die Produktion war so erfolgreich, dass Piazzolla mit dem gesamten Personal zwei Jahre in Europa blieb.
Nach seiner Rückkehr nach Argentinien nahm Salinas ein Album live mit dem Orquesta del Tango de Buenos Aires beim Label Melopea und ein weiteres mit Saúl Cosentino bei RCA-Victor auf. Mehrere Tourneen unternahm er mit dem Orquesta del Tango de Buenos Aires durch Japan. Mit Mauricio Marcelli tourte er u. a. durch die USA, die Niederlande und Frankreich. In Norwegen gab er 1999 vier Konzerte mit dem Philharmonischen Orchester Oslo. 2003 starb er siebenundvierzigjährig an den Folgen einer Lungenkrankheit.